# Invasión (programa de televisión)
Invasión fue un programa de televisión y bloque programático juvenil chileno que se dedicaba a la emisión de animación japonesa y de diversos espacios que iban dirigidos a la comunidad joven. Se transmitía por Chilevisión. Los conductores eran Matías Vega e Isabel Fernández, mientras que sus panelistas eran Sebastián Pérez Canto, Álvaro López y la modelo Catalina Silva. Este programa fue el resultado del antiguo programa llamado Tigritos (anteriormente, El Club de los Tigritos). La dirección estaba a cargo de Rodrigo Jiménez B.; la producción de Jessica Ortega y la edición periodística de Feisal Sukni, posteriormente Mauro Parra.
En 2006 es denominado Invasión 2.6 en referencia al año de emisión. 
En marzo de 2007 y con la llegada de Álex Hernández (exdirector de Mekano) a la dirección del programa, se estrena un nuevo logo, escenografía y formato, transmitiéndose por más tiempo entre las series. Cabe destacar que el logo nuevo estaba basado en una mascota de una televisora japonesa llamada Domo Kun. Sin embargo, luego por la inclusión de las tribus urbanas y el reguetón, se puso fin a dicho bloque.
A comienzos de 2007, Álex Hernández se hizo cargo de la dirección del área infantojuvenil de Chilevisión, por lo cual se hicieron diversos cambios en el programa, las cuales eran la poca emisión del anime. Tras esto, la dirección del canal despidió a algunos productores y encargados en distribuir la programación de anime. Cuando en noviembre de ese año estrena el programa Yingo y otros programas en el horario anteriormente ocupado por este programa (El Diario de Eva), Invasión se tuvo que transmitir por las mañanas de los sábados dejando así con un centenar de reclamos al canal. A mediados de 2008 el programa redujo a una hora (a las 09:00), y que finalmente con un bajo índice de audiencia, se decidieron cancelar el programa.

## Series transmitidas
| - Detective Conan - Pokémon - Sakura Card Captors - InuYasha - Shaman King - Ranma ½ - Sakura Wars - Mikami, La Cazafantasmas - Orphen - Tenchi Muyo - Hamtaro - Hunter x Hunter - Shin Chan - Digimon - Digimon Frontier - Captain Tsubasa - Escuela de Detectives - Doraemon - Fullmetal Alchemist - El Príncipe del Tenis - Nadja del Mañana - Bubblegum Crisis Tokyo 2040 | - Nadesico - One Piece - Los Caballeros del Zodiaco - Naruto - Marmalade Boy - Jibaku-kun - Mirmo Zibang - Espíritu de Lucha - Gundam Wing - Lost Universe - Koni Chan - Slam Dunk - Cybercat Kurochan - Zoids: Chaotic Century - Yamazaki: El Rey de la Clase - Beyblade - Nube el maestro del infierno - Zenki - Samurai X - Yu-Gi-Oh! |

## Otras secciones
- Cortos Invasión: fue una miniserie creado el 31 de julio de 2006, con motivo de presentar situaciones reales entre personas de cierta cultura o creencia; son situaciones algo increíbles pero que son verdaderas. Hasta ahora era la sección más importante del programa.
- MSN In Love: una sección en donde juntaban parejas por Messenger, el cual buscaba parejas por afinidades de la persona que solicitaba la pareja.
- Aventura Vintage: pequeña sección en donde personas de un tipo compartían lo que creían e interactuaban con otras personas de otro tipo.
- Zita al Ataque: era una sección donde mostraban deportes que no eran comunes en Chile y que recién se estaban descubriendo.
- Descárgate: bloque donde ponían un sillón en una parte de Santiago y la gente expresaba su opinión frente a algunas cosas.